# Claes Wahlberg

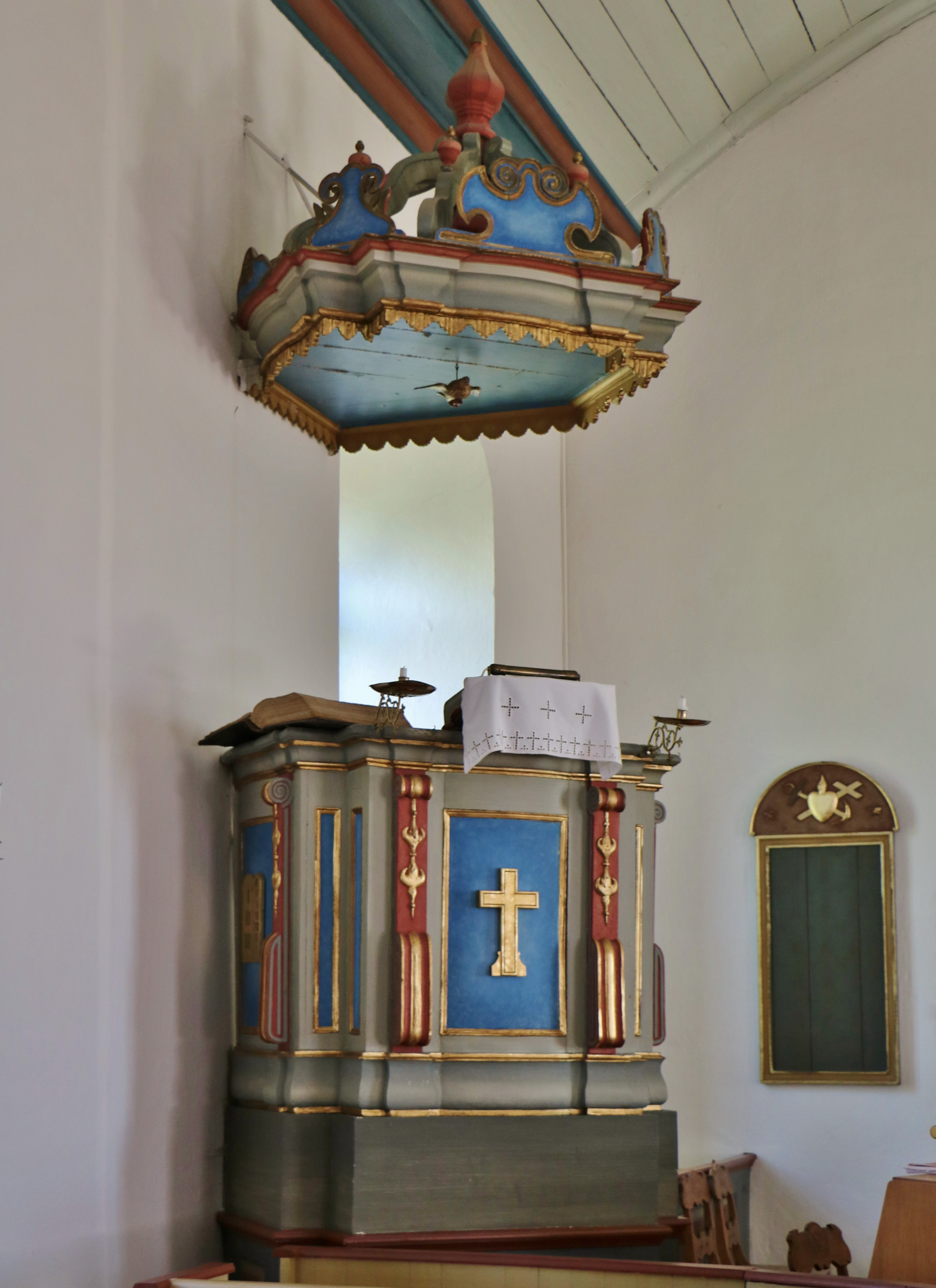
Predikstolen i Segerstads kyrka

Clas Wahlberg var en svensk bildhuggare och snickare verksam i mitten av 1700-talet.
Han var gift med Anna Elisabeth Brusenius och far till lantmätaren Olof Wahlberg. Han var verksam som snickare och bildhuggare under senare hälften av 1700-talet i Vickleby på Öland, men de flesta av hans arbeten har blivit utbytt eller förstörda. Bland hans efterlämnade arbeten märks bland annat predikstolen från 1765 i Segerstads kyrka som vid kyrkans renovering 1949–1950 flyttades bort från altaret och placerades på norra sidoväggen. 